# Parkstein
Parkstein  je městys ve vládním obvodě Horní Falc v zemském okrese Neustadtu an der Waldnaab v Bavorsku, asi 5 km západně od okresního města. Žije zde přibližně 2 400 obyvatel.

## Geografie

### Poloha
Parkstein se nachází na úpatí stejnojmenného čedičového kuželu sopečného původu v přírodním parku Horní Falc a v geoparku Bavorsko-Čechy na okraji Weidenské pánve.

### Sousední obce
Parkstein sousedí s následujícími obcemi od západu: Pressath, Kirchendemenreuth, Altenstadt an der Waldnaab, samostatné okresní město Weiden in der Oberpfalz, nezahrnuté území Manteler Forst a Schwarzenbach.
| Růžice kompasu | Pressath      | Kirchendemenreuth | Kirchendemenreuth          | Růžice kompasu |
| Růžice kompasu | Pressath      | Sever             | Altenstadt an der Waldnaab | Růžice kompasu |
| Růžice kompasu | Pressath      | Parkstein         | Altenstadt an der Waldnaab | Růžice kompasu |
| Růžice kompasu | Pressath      | Jih               | Altenstadt an der Waldnaab | Růžice kompasu |
| Růžice kompasu | Schwarzenbach | Manteler Forst    | Weiden in der Oberpfalz    | Růžice kompasu |

### Místní části
Obec Parkstein má 13 místních částí:
- Frühlingshöhe
- Grünthal
- Hagen
- Hammerles
- Neumühle
- Niederndorf
- Parkstein
- Pinzenhof
- Polier
- Scharlmühle
- Schwand
- Sogritz
- Theile

## Historie
Parkstein byl pravděpodobně osídlen kolem roku 1000. Podle pověsti si císařská lovecká družina při lovu na kance všimla výrazného čedičového kuželu. Na něm si jeden z lovců rozhodl postavit hrad Parkstein. Hrad na místě je poprvé zmíněn v roce 1053. V roce 1052 hrad vévoda Konrad Bavorský vypálil. Na konci 11. století nechal císař Jindřich IV. hrad přestavět, stal se vlastnictvím Říše. Parkstein následně měl mnoho majitelů, včetně císaře Fridricha Barbarossy a rodu Wittelsbachů. Místo bylo několikrát propůjčeno různým rytířům, jak to bylo ve středověku obvyklé. Mezi léty 1421 až 1714 bylo jako důsledek bavorské války zřízeno kondominium Parkstein-Weiden mezi Braniborským kurfiřtstvím a Horní Falcí.  Braniborský podíl přešel do vévodství Falc-Neuburg v roce 1505 a v roce 1615 se stal součástí hrabství Falc-Sulzbach. V roce 1623 Wolfgang Wilhelm Falcko-Neuburský znovu získal podíl ve Falci. V průběhu třicetileté války se hrad rozpadl a do konce 18. století přetrvaly pouze základy. V roce 1714 páni Falc-Neuburgu prodali svůj podíl ve Falc-Sulzbachu a kondominium tak skončilo. V roce 1777 se Parkstein stal součástí Bavorského kurfiřtství. V roce 1808 byl okresní soud Parkstein přestěhován do okresního města Neustadt a. d. Waldnaab.

## Pamětihodnosti
Čedičové divadlo Parkstein každý rok pořádá na čedičové stěně divadlo pod širým nebem. V roce 2013 otevřelo muzeum „Vulkanerlebnis Parkstein“ své brány ve zrekonstruovaném „Landrichterschloss“.

### Památky
- Kdysi stál na vrcholu čedičového kuželu hrad Parkstein, z něhož jsou vidět pouze základové zdi velkého hradního komplexu (zchátral roku 1756)
- Soudní zámeček (1762)
- Katolický kostel svatého Pankracia (1638/1789)
- Katolický kostel sv. Marie a 14 pomocníků v nouzi na hoře Parkstein

### Přírodní památky
Podle Alexandra von Humboldta se Parkstein nachází na „nejkrásnějším čedičovém kuželu v Evropě“. V roce 2004 jej Svobodný stát Bavorsko zařadil na 20. místo do seznamu 100 nejkrásnějších geotopů v Bavorsku. Čedičový kužel je starý 24 milionů let a skládá se z nefelinového čediče s odstíny olivínu, čedičového tufu a porcelánového jaspisu. Čedičové sloupy jsou na 38 m vysokém útesu krásně tvarované. V muzeu „Vulkanerlebnis Parkstein“  je od července 2013 zobrazena historie původu. Muzeum nabízí prohlídkovou trasu také v českém jazyce.